# オートバイ用オイル

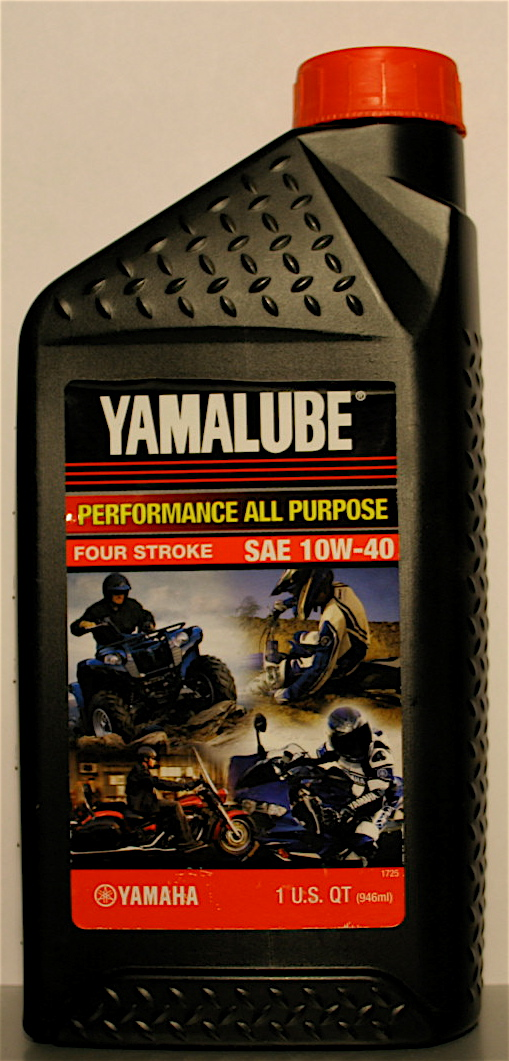
ヤマハ発動機純正オートバイ用エンジンオイル
同社純正オイルは分離給油対応2ストロークエンジンオイルが「オートルーブ」ブランドであることを除き「ヤマルーブ」ブランドで販売される。

オートバイ用オイル（オートバイようオイル）はオートバイに用いることを目的として製造、販売されているオイル（油脂）である。エンジンなどに用いる潤滑油のほか、サスペンションのショックアブソーバーに用いるオイルがある。

## 概要
エンジンオイルは、2ストローク機関用と4ストローク機関用があり、それぞれにオートバイ用がある。オートバイのトランスミッションは多くの場合は4ストロークエンジンオイルで潤滑されるが、2ストロークエンジン搭載車のトランスミッション向けとして、オートバイ用トランスミッションオイルも市販されている。シャフトドライブを採用する車種ではオートバイ用ギヤオイルが用いられる。ローラーチェーンを駆動伝達に採用する車種向けにはオートバイ用チェーンオイルが市販されている。
サスペンションの構成部品であるショックアブソーバーは液体の流体抵抗を利用して振動を減衰するものであり、その機能に適した特性のオイルが封入されている。オートバイのフロントサスペンションに広く用いられているテレスコピックフォークでは、分解して内部のオイルを新しいものに交換したり、特性の異なるオイルに入れ替えて減衰力を調整することが可能で、フォークオイルと呼ばれるオイルが市販されている。

## 4ストロークエンジンオイル
一般的な4ストローク機関の四輪自動車で用いられるエンジンオイルとは異なり、エンジンとトランスミッション、プライマリー伝達系統を共用のオイルで潤滑し、そして湿式多板クラッチもエンジンオイルに浸っている内蔵式ギアボックスが用いられることが多い。このため、クラッチ摩擦性能を損なわずギアボックスの潤滑にも適した配合が行われたオイルが使用される。

### 規格
一般自動車用途のエンジンオイルと同様に、API規格によるグレード表示とSAE規格による粘度表示のほかに、日本では二輪自動車用エンジンオイルの規格として、社団法人自動車技術会によりJASO T903が制定されている。

### クラッチへの影響

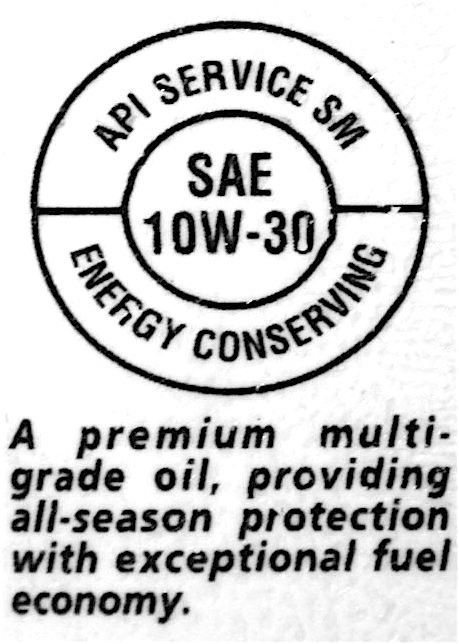
API規格のドーナツマークの一例。下半分にEnergy Conserving(EC)（API規格SN以降はResource Conserving(RC)に変更）の表記がされているようなオイルは、クラッチを滑らせる可能性が高い。

現在、市販されている多くのオートバイは湿式多板クラッチを用いており、クラッチ板はエンジンオイルに浸った状態で駆動力の伝達と断続を行っている。四輪自動車用オイルの中には省燃費対策のために低摩擦性を高める傾向があり、こうしたオイルを湿式多板クラッチを用いるオートバイに用いるとクラッチが滑る可能性がある。
なお、無段変速機を用いるスクーターのようにクラッチがエンジンオイルに浸っていない車種であればこの点は問題にはならない。

### 四輪車用低摩擦特性油
四輪車に採用されることが増えた0W-20等の低粘度オイルを、8,000rpmを超える高回転域を多用することが多いオートバイ用エンジンに使用すると、油膜切れによるバビットメタルやピストンリング、カムシャフトジャーナルなどの摩耗や焼き付きが発生しやすい。
摩擦特性を低くした四輪車用のエンジンオイルを用いてクラッチが滑る可能性がある。ただし、前述のようにスクーターであればエンジンオイルにクラッチが浸かっていないため問題にはならないため、四輪車用ほどではないもののスクーター用として低摩擦特性のエンジンオイル自体は存在する（スクーター以外の車種に用いるとクラッチが滑る可能性があることには変わりなく、スクーター以外での使用ができない旨の表記がある製品も存在する）。

## 2ストロークエンジンオイル
2ストロークエンジンはガソリンとエンジンオイルを混合して燃やし、一般のオートバイでは混合比が25：1から50：1である。オイルは独立したタンクから供給する分離給油方式と、燃料にあらかじめ混ぜてから燃料タンクに注入する混合給油がある。
JASO規格では1992年9月に、JASO M345として2ストロークエンジンオイルの規格を定めており、2011年現在はFB、FC、FDの3つのグレードに分類される。FCはFBよりも排気煙や排気系閉塞性に優れたロースモークタイプで、FDはFCよりもエンジン高温時における正常性能を向上させたものであるとしている。なお、かつてはFAグレードも規定されていたが、ISOとの整合のために廃止された。国際規格ではJASO M345を基盤としたISO 6743-15として2000年3月に制定され、EGB、EGC、EGDの3種類のグレードに分類される。EGBは鉱物油で基本的な潤滑性と正常性を持つもの、EGCは化学合成油で排気煙と排気中の沈殿物を少なくしたもの、EGDは化学合成油でさらなる洗浄力と高負荷へ対応したものとされている。
なお、後述のように2ストロークエンジンの場合はギヤの潤滑は別途ギヤオイルで行われるため、2ストロークエンジンオイルの場合は通常使用する限りはオートバイ用、水上オートバイ用、船外機用、芝刈り機用のような用途の違いは（4ストロークエンジンオイルの場合とは違い）問題にならず、むしろ分離給油か混合給油かといった給油方式が合致しているかの方が重要である。

## ギヤオイル

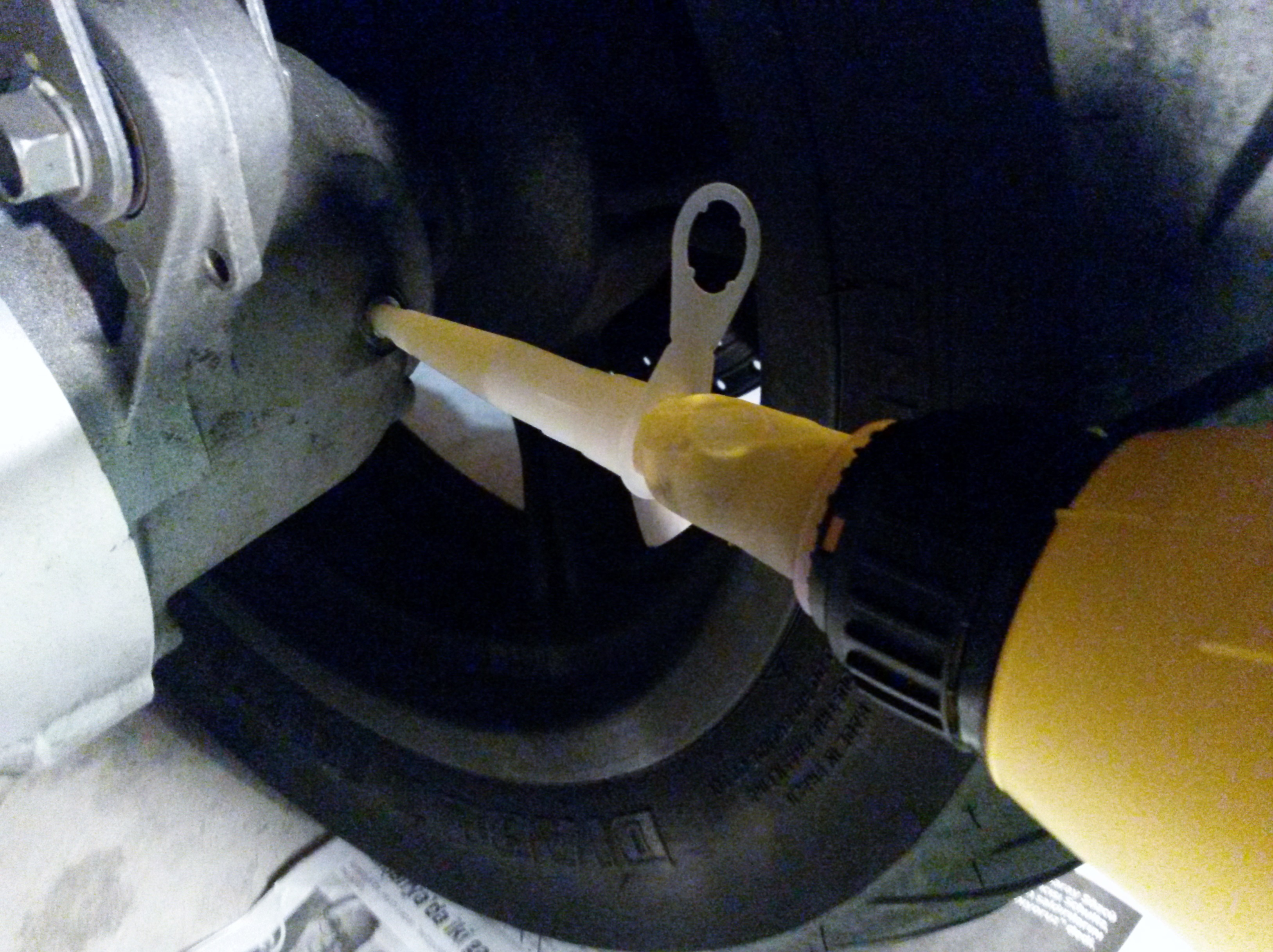
スクーターへのギアオイル注入の様子

2ストロークエンジンを搭載した車種や分離式トランスミッションを採用した車種、またスクーターのファイナルリダクション（最終減速段）ギアボックス（動力の伝達路としてはチェーンおよびスプロケットに相当）の一部など、トランスミッションがエンジンとは別に潤滑される車種にはギヤオイルが使用される場合がある。
なお、製品によってはギヤオイルの粘度表示でなく、10W-30のようにエンジンオイルと同等のSAE粘度表示を用いる場合もある。
また、4ストロークエンジンオイルを指定する製品もあるが、スクーターに使用する場合を除き、四輪車用のオイルではクラッチが滑る可能性があることに変わりはない。

## 主なメーカー
- カストロール
- シェル
  - クエーカーステート
- パノリン
- トタル
- モチュール
- アジップ
- ワコーズ
- シルコリン
- ケンドル
- アマリー
- ニューテック
- アムズオイル
- ベリティ